# Edward Y. Rice
Edward Young Rice (* 8. Februar 1820 bei Russellville, Logan County, Kentucky; † 16. April 1883 in Hillsboro, Illinois) war ein US-amerikanischer Politiker. Zwischen 1871 und 1873 vertrat er den Bundesstaat Illinois im US-Repräsentantenhaus.

## Werdegang
Edward Rice genoss eine gute Schulausbildung. Nach einem anschließenden Jurastudium und seiner 1844 erfolgten Zulassung als Rechtsanwalt begann er in Hillsboro in diesem Beruf zu arbeiten. Im Jahr 1847 war er County Recorder im dortigen Montgomery County. Gleichzeitig schlug er als Mitglied der Demokratischen Partei eine politische Laufbahn ein. In den Jahren 1849 und 1850 saß er als Abgeordneter im Repräsentantenhaus von Illinois. Danach war er bis 1852 Richter im Montgomery County. Von 1853 bis 1857 übte er das Amt des Master in Chancery aus. Von 1857 bis 1871 fungierte er als Richter im 18. Gerichtsbezirk von Illinois. Außerdem war er in den Jahren 1869 und 1870 Mitglied einer Versammlung zur Revision der Staatsverfassung.
Bei den Kongresswahlen des Jahres 1870 wurde Rice im zehnten Wahlbezirk von Illinois in das US-Repräsentantenhaus in Washington, D.C. gewählt, wo er am 4. März 1871 die Nachfolge von Albert G. Burr antrat. Da er im Jahr 1872 von seiner Partei nicht mehr zur Wiederwahl nominiert wurde, konnte er bis zum 3. März 1873 nur eine Legislaturperiode im Kongress absolvieren. Nach dem Ende seiner Zeit im US-Repräsentantenhaus praktizierte Edward Rice wieder als Anwalt. Er starb am 16. April 1883 in Hillsboro.